# 有輪

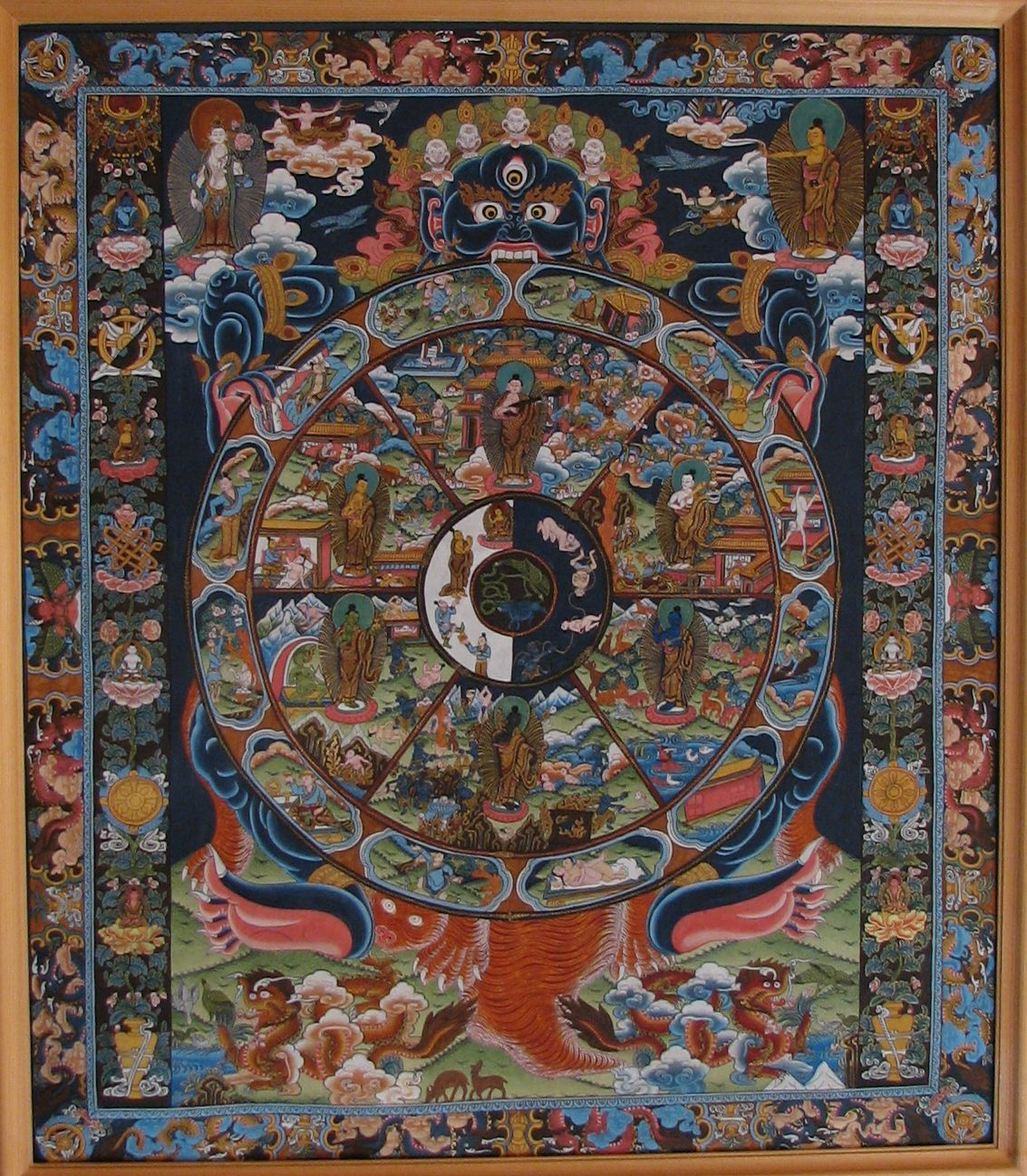
六道轮回图唐卡

有轮（羅馬化：bhava-cakra，羅馬化：bhava-cakka；藏語：སྲིད་པའི་འཁོར་ལོ་，威利转写：srid pa'i 'khor lo，THL：sipé khorlo；：／ yu-ryun；越南语：／），又稱生命之輪、生死輪、六道轮回图（六道或作五道，道也可写爲趣〔通趋〕）；佛教術語，是對佛教輪迴觀的一種表現形式，將三界六道輪迴描述為車輪狀，眾生在輪中流轉不息，無有出期，又加以策励修行的偈语，以达到教化的作用。有輪也是藏傳佛教中唐卡的一項重要主題。

## 概述

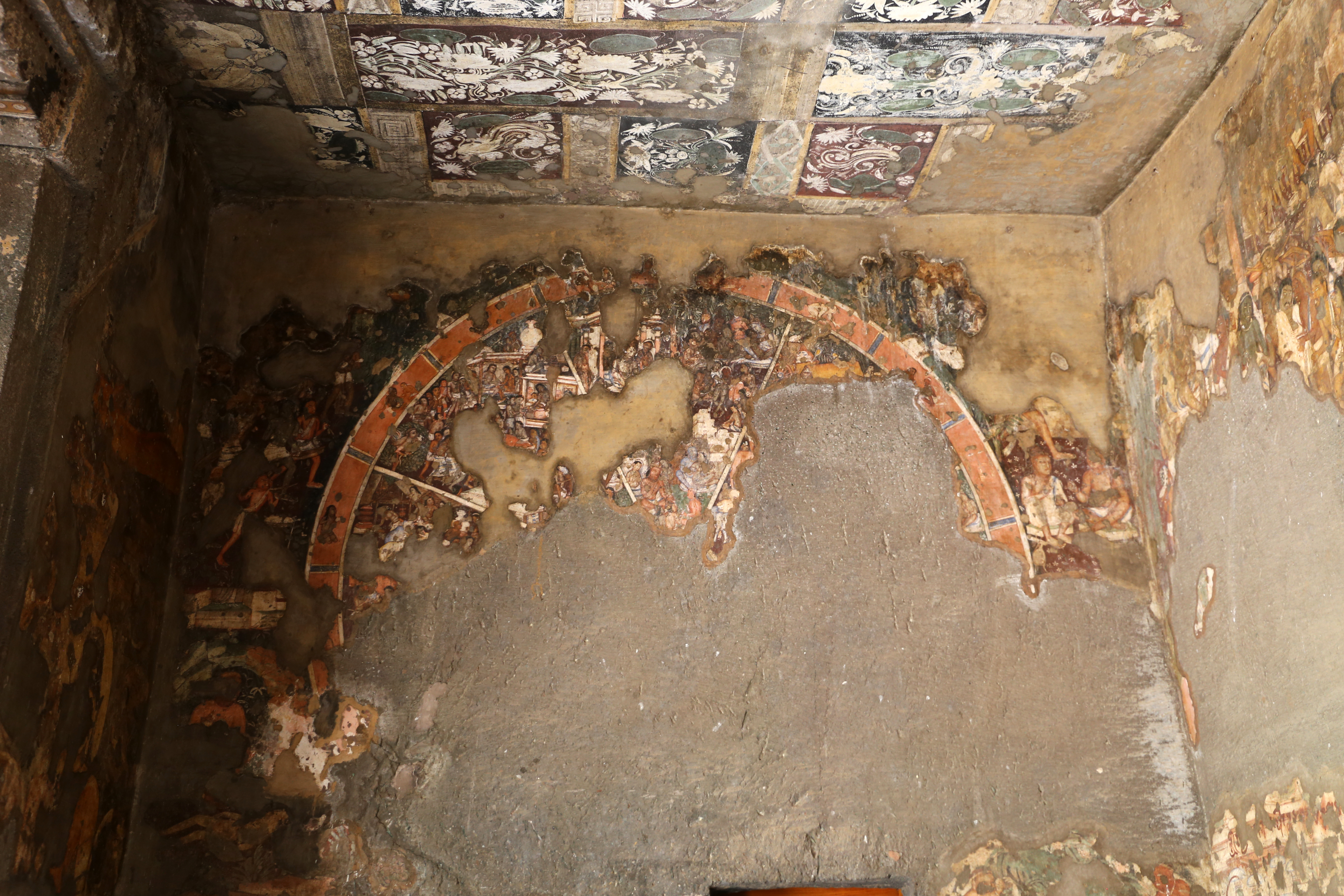
印度阿旃陀石窟第17窟的生死輪壁畫（已大部残损）

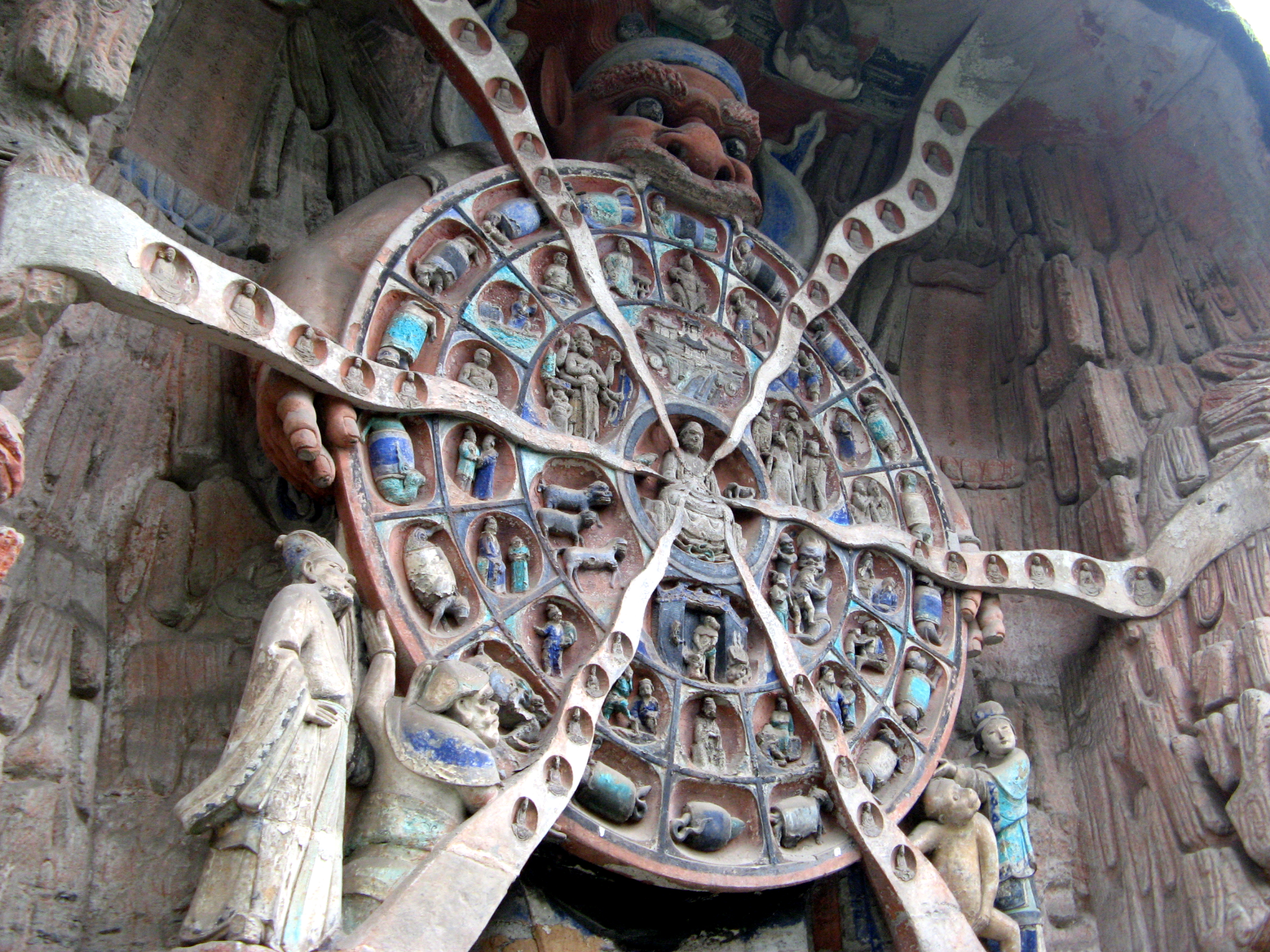
四川大足石刻，位于宝顶山第3龛

“有輪”中的“有”是指三界六道的有情眾生。六道眾生因輪迴業報而相續流轉，在六道之間生死不息，猶如輪轉，故以車輪譬喻，通過繪畫等表現方式來教導有緣眾生深信因果，皈依三寶，止惡行善，如法修行，早登涅槃。
今日通常在藏傳佛教的唐卡、壁畫藝術中較多見，但並非藏傳佛教的獨創，實際上是來自釋迦牟尼佛陀的教誨。據《根本說一切有部毗奈耶·三十四卷》記載，佛陀“勅諸苾芻（比丘），於寺門屋下畫生死輪”，并指出要依次繪畫出：五道、四大部洲、佛像；以鴿蛇豬表貪嗔癡三毒；再畫十二因緣，各有形象，如孕女表生、老人表老等；最後要以無常大鬼抱住有輪，并在側邊寫下偈陀：
|  | 汝當求出離，於佛教勤修， 降伏生死軍，如象摧草舍。 於此法律中，常為不放逸， 能竭煩惱海，當盡苦邊際。 |

在藏文大藏經裡，也有同樣的記載，這首偈陀的漢譯為：
|  | 應當發起應出離，應當趣入於佛教。 猶如大象於草舍，如是摧毀死主軍。 若有人能不放逸，於此法調伏修行， 即得永斷生之輪，亦令苦成最後邊。 |

現代考古發現，印度阿旃陀石窟第17窟中有“五趣（趋）生死輪”的壁畫。漢地的六道輪迴圖著重在於對六道的描繪，如慈云岭造像的“六道輪迴圖”浮雕。

## 註释
1. ↑  《佛光大辞典》【有轮】
2. ↑  《根本說一切有部毗奈耶》 （页面存档备份，存于）世尊知而故問具壽阿難陀曰：「何故大目乾連處四眾雲集？」時阿難陀白佛言：「世尊具壽大目乾連遊行五趣見諸苦惱，於四眾中具說其事，由此諸人為聽法故皆來集會。」爾時世尊告阿難陀：「非一切時處常有大目乾連，如是之輩頗亦難得，是故我今勅諸苾芻，於寺門屋下畫生死輪。」時諸苾芻不知畫法，世尊告曰：「應隨大小圓作輪形處中安轂，次安五輻表五趣之相。當轂之下畫捺洛迦，於其二邊畫傍生、餓鬼。次於其上可畫人、天，於人趣中應作四洲：東毘提訶、南贍部洲、西瞿陀尼、北拘盧洲，於其轂處作圓白色，中畫佛像，於佛像前應畫三種形：初作鴿形表多貪染，次作蛇形表多瞋恚，後作猪形表多愚癡，於其輞處應作溉灌輪像，多安水罐畫作有情生死之像。生者於罐中出頭，死者於罐中出足，於五趣處各像其形，周圓復畫十二緣生生滅之相，所謂無明緣行乃至老死，無明支應作羅剎像，行支應作瓦輪像，識支應作獼猴像，名色支應作乘船人像，六處支應作六根像，觸支應作男女相摩觸像，受支應作男女受苦樂像，愛支應作女人抱男女像，取支應作丈夫持瓶取水像，有支應作大梵天像，生支應作女人誕孕像，老支應作男女衰老像，病應作男女帶病像，死支應作輿死人像，憂應作男女憂慼像，悲應作男女啼哭像，苦應作男女受苦之像，惱應作男女挽難調駱駝像。於其輪上應作無常大鬼蓬髮張口，長舒兩臂抱生死輪，於鬼頭兩畔書二伽他曰：
「『汝當求出離，　　於佛教勤修，
　　降伏生死軍，　　如象摧草舍。
　　於此法律中，　　常為不放逸，
　　能竭煩惱海，　　當盡苦邊際。』
「次於無常鬼上應作白圓壇，以表涅槃圓淨之像。」如佛所教，於門屋下應作生死輪者，時諸苾芻奉教而作。諸有敬信婆羅門居士等見畫輪像，問言：「聖者！此之畫輪欲表何事？」苾芻答曰：「我亦不知何所表示？」諸人報曰：「若不解者何因圖畫？」時諸苾芻默無所對，即以此緣具白世尊。世尊告曰：「應差苾芻於門屋下坐，為來往諸人婆羅門等，指示生死輪轉因緣。」如佛所教令指示者，時諸苾芻遂不簡擇，令無識解者開導其事，不生物信更招譏醜，佛言：「令知解者指示諸人。」
3. ↑  生死輪圖的啟示 （页面存档备份，存于），援引宗喀巴大師著、法尊法師譯《菩提道次第廣論》
4. ↑  生死轮绘画和壁画 （页面存档备份，存于）圖示